# Bung Bong
Bung Bong is een plaats in de Australische deelstaat Victoria.